# 万福庵贝丘遗址
万福庵贝丘遗址，位于中国广东省东莞市东莞市企石镇江边村，为东莞市的一个市、县级文物保护单位，类型为古遗址，公布时间为2004年1月8日。
万福庵贝丘遗址的历史年代为新石器时代。